# Avenue du Général-Leclerc (Nancy)
Pour les articles homonymes, voir Avenue du Général-Leclerc.
L'avenue du Général-Leclerc est une voie de la commune de Nancy, dans le département de Meurthe-et-Moselle, en région Lorraine.

## Situation et accès
La voie se situe au sud-ouest du ban communal de Nancy, à proximité de Vandœuvre. L'avenue appartient administrativement aux quartiers Mon Désert - Jeanne d'Arc - Saurupt - Clemenceau et Haussonville - Blandan - Donop.
Elle relie la Place des Vosges (point le moins élevé) au carrefour du vélodrome à Vandœuvre.

## Origine du nom
Cette voie rend hommage à Philippe Leclerc de Hauteclocque (1902-1947), général commandant la 2e division blindée

## Historique
Elle s'appelait « rue du Montet » jusqu'au milieu du XXe siècle.

## Bâtiments remarquables et lieux de mémoire
C'est la rue la plus longue de Nancy.

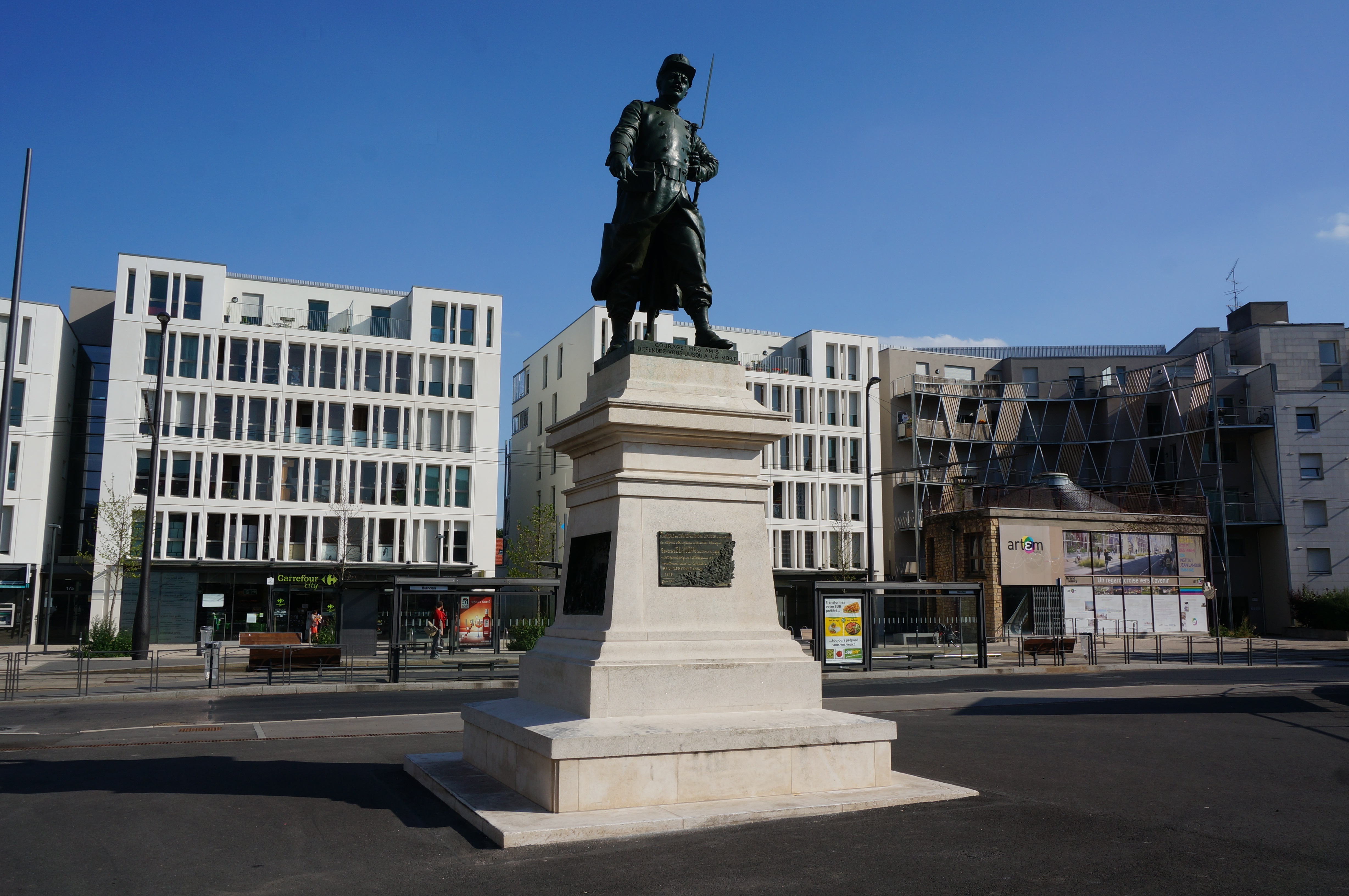
Vue sur l'avenue au niveau de la place de Padoue et du campus ARTEM.
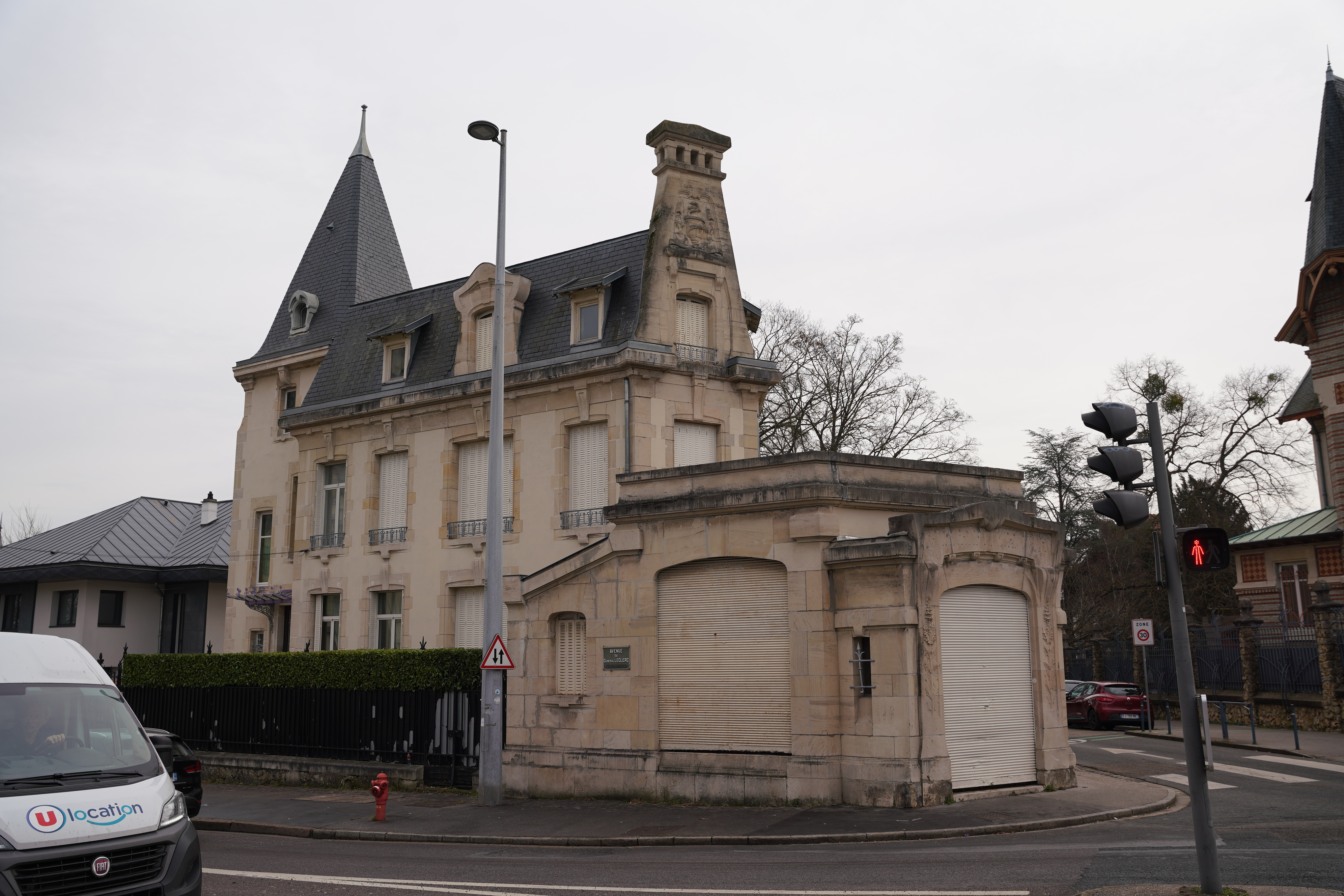
Le N°81.

- no 77 : Villa Fruhinsholz

objet d’une inscription au titre des monuments historiques depuis 1992
- no 107, 111 : Villa Bonnabel

objet d’une inscription au titre des monuments historiques depuis 1987
- no 149 : Basilique Notre-Dame-de-Lourdes

- no 192 : villa Olry due à Émile André, construite en 1904